# Marcin Jan Mrowca
Marcin Jan Mrowca (ur. 1970 w Opocznie) – aktor i muzyk (lira antyczna, cymbały, gitara, specjalista od technik śpiewaczych antyku), absolwent geografii na Uniwersytecie Marii Curie-Skłodowskiej w Lublinie. Zainteresowany huculszczyzną, łemkowszczyzną, muzyką etniczną żydowską, cygańską oraz bałkańską, współtwórca Orkiestry św. Mikołaja. Od 1993 roku aktor Ośrodka Praktyk Teatralnych Gardzienice. Po raz pierwszy wystąpił na gardzienickiej scenie w Żywocie protopopa Awwakuma, pierwszoplanowe role grał w Carmina Burana, Metamorfozach, Elektrze, Ifigenii w A... i w Weselu.
Wykłada w Akademii Praktyk Teatralnych, kieruje także innymi projektami teatru. Organizował cykl spotkań literackich Gardzienice-Czarne w ramach których Andrzej Stasiuk prezentował twórczość autorów Europy Środkowej i Wschodniej, z Polski, Czech, Rosji, Ukrainy, Chorwacji, Rumunii, Litwy, Węgier. W Gardzienicach odpowiada także za cykl spotkań pod hasłem "Muzyki świata".
W 2002 roku otrzymał nagrodę teatralną Zarządu Województwa Lubelskiego z okazji Międzynarodowego Dnia Teatru.